# Berg (Tongres-Looz)
Pour les articles homonymes, voir Berg.
Berg est une section de la ville belge de Tongres-Looz située en Région flamande dans la province de Limbourg. C'était une commune à part entière avant la fusion des communes de 1972.

## Toponymie
Berge (1079), Bergis (1204).

## Démographie

### Évolution démographique
- Sources : INS, Rem. : 1831 jusqu'en 1970 = recensements[3].